# Sergentomyia moreli
Sergentomyia moreli är en tvåvingeart som först beskrevs av Emile Abonnenc och Hamon 1958.  Sergentomyia moreli ingår i släktet Sergentomyia och familjen fjärilsmyggor. Inga underarter finns listade i Catalogue of Life.